# Gour Emir

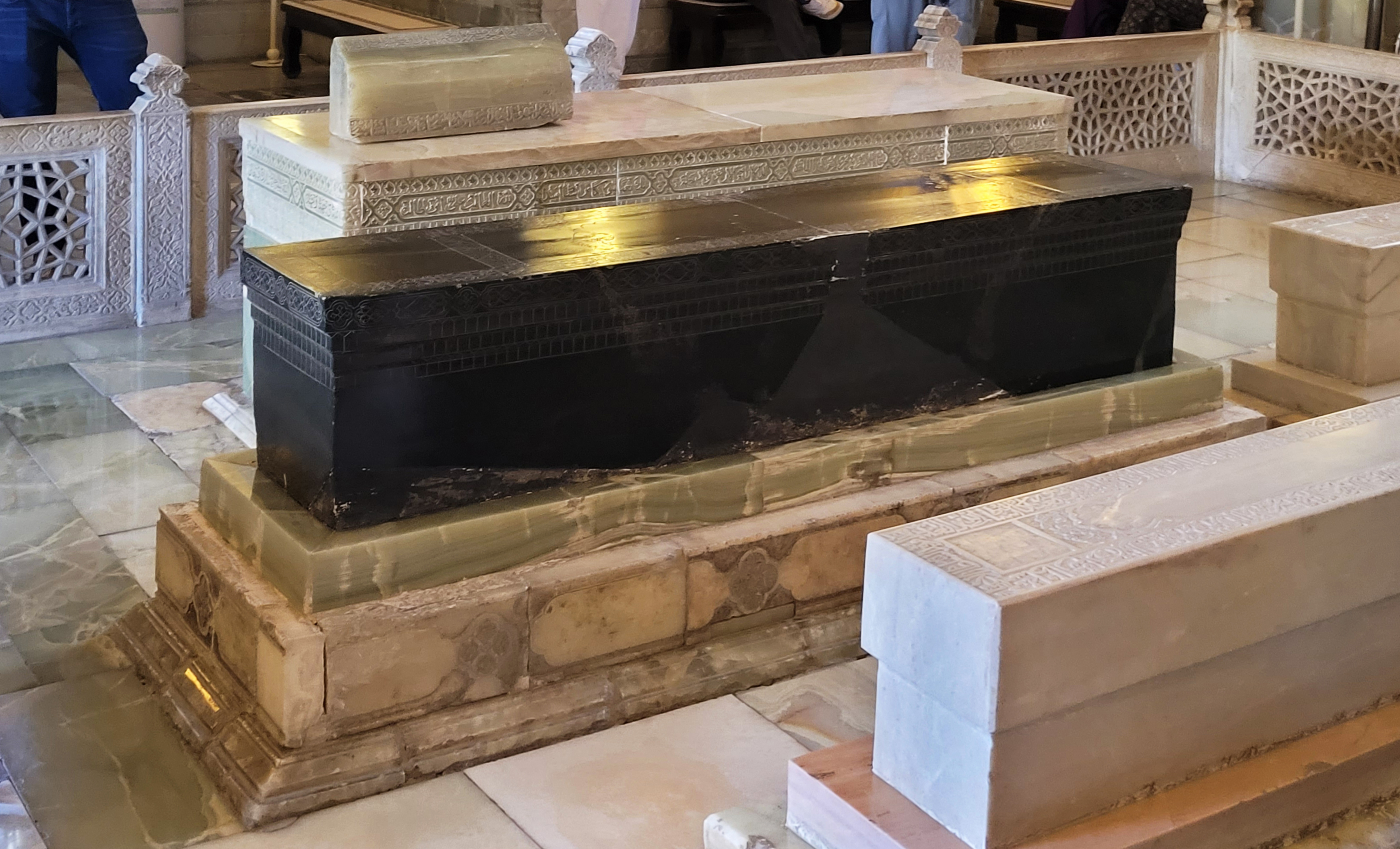
Tombe de Tamerlan dans le Gour Emir

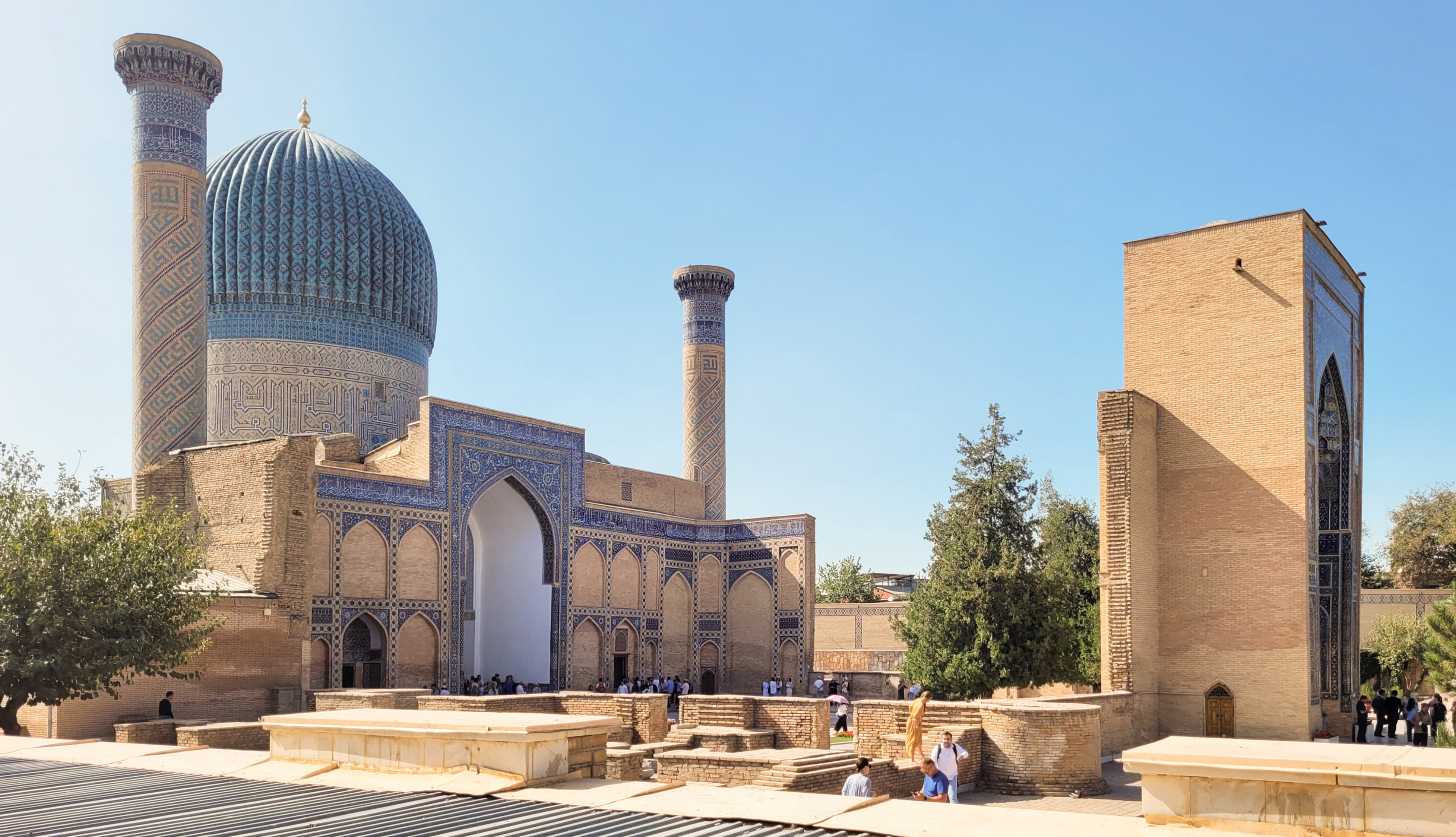
Le Gour Emir

Le Gour Emir (en ouzbek : Go'r Amir Maqbarasi, en persan : گور امیر) est un mausolée situé à Samarcande, en Ouzbékistan, lieu de sépulture de Tamerlan (aussi connu sous le nom de Timour, Timur Lang ou Timour le boiteux) et de sa descendance.

## Le Gour Emir, modèle
Le Gour Emir (traduction : tombe de l'émir) occupe une place importante dans l'histoire de l'architecture persane. Il est en effet le précurseur et le modèle des grandes sépultures mogholes, comme le tombeau de Humayun à Delhi ou le Taj Mahal à Āgrā. Il fut aussi la source d'inspiration principale de Nicolas Vassiliev pour la mosquée de Saint-Pétersbourg en 1910.

## L'édification du mausolée
Un premier mausolée a été construit en 1401, du vivant de Tamerlan, par son petit-fils préféré et successeur désigné, Muhammad Sultan, pour y abriter la dépouille de son grand-père, alors que celui-ci désirait être enterré sobrement, à l'instar de Gengis Khan. « Juste une pierre et mon nom dessus » avait-il dit.
Ce mausolée était un ensemble architectural construit autour d'une cour intérieure bordée de quatre iwan. À l'est se dressait une madrasa, tandis qu'à l'ouest s'élevait une khanaka où se trouvait une mosquée à coupole. Comme au Taj Mahal actuellement, la construction était entourée de quatre minarets. Aujourd'hui, il ne reste que les traces des fondations de ce mausolée, le portail encore richement décoré où subsiste l'inscription en persan « Construit par le faible esclave Mohamed, fils de Mahmoud, d'Ispahan » et une partie de l'iwan clôturant la cour intérieure du côté sud.
Mais Muhammad Sultan est tué lors d'une campagne en Perse en 1403, et Tamerlan fit alors construire un autre mausolée qu'il désirait le plus beau qui soit. À peine le dôme surmontant le mausolée achevé, Tamerlan le fit détruire, exigeant la construction d'un dôme plus imposant. Les ouvriers travaillèrent jour et nuit, terminant l'édifice en quinze jours.
En 1405, Tamerlan meurt et son corps, embaumé de musc et de camphre, est secrètement enterré aux côtés de Muhammad Sultan dans la khanaka du premier ensemble, situé juste devant le Gour Emir.

## Les tombeaux
Les luttes de succession ayant pris fin en 1409, les dépouilles furent translatées au Gour Emir, où elles se trouvent toujours. Tamerlan repose aux pieds de son maître spirituel le cheik Mir-Said-Bereke, suivant sa volonté. D'autres Timourides vinrent rejoindre leur aïeul, comme deux des fils de Tamerlan, Shah Rukh et Miran Shah, ainsi que son petit-fils l'architecte, astronome et savant Ulugh Beg qui avait apporté quelques transformations au mausolée et ajouté d'autres constructions autour du monument comme un autre mausolée aujourd’hui détruit et une crypte à l'arrière du Gour Emir. C'est aussi Ulugh Beg qui rapporta de Mongolie le bloc de néphrite (du jade) qui recouvre le tombeau de Tamerlan qu'il entoura d'une barrière de marbre ajouré. Il y a encore deux autres pierres tombales dont celle de Muhammad Sultan. En réalité, les sept pierres tombales sont des cénotaphes qui indiquent l'emplacement des véritables tombes situées dans une crypte fermée aux visiteurs.

## Description

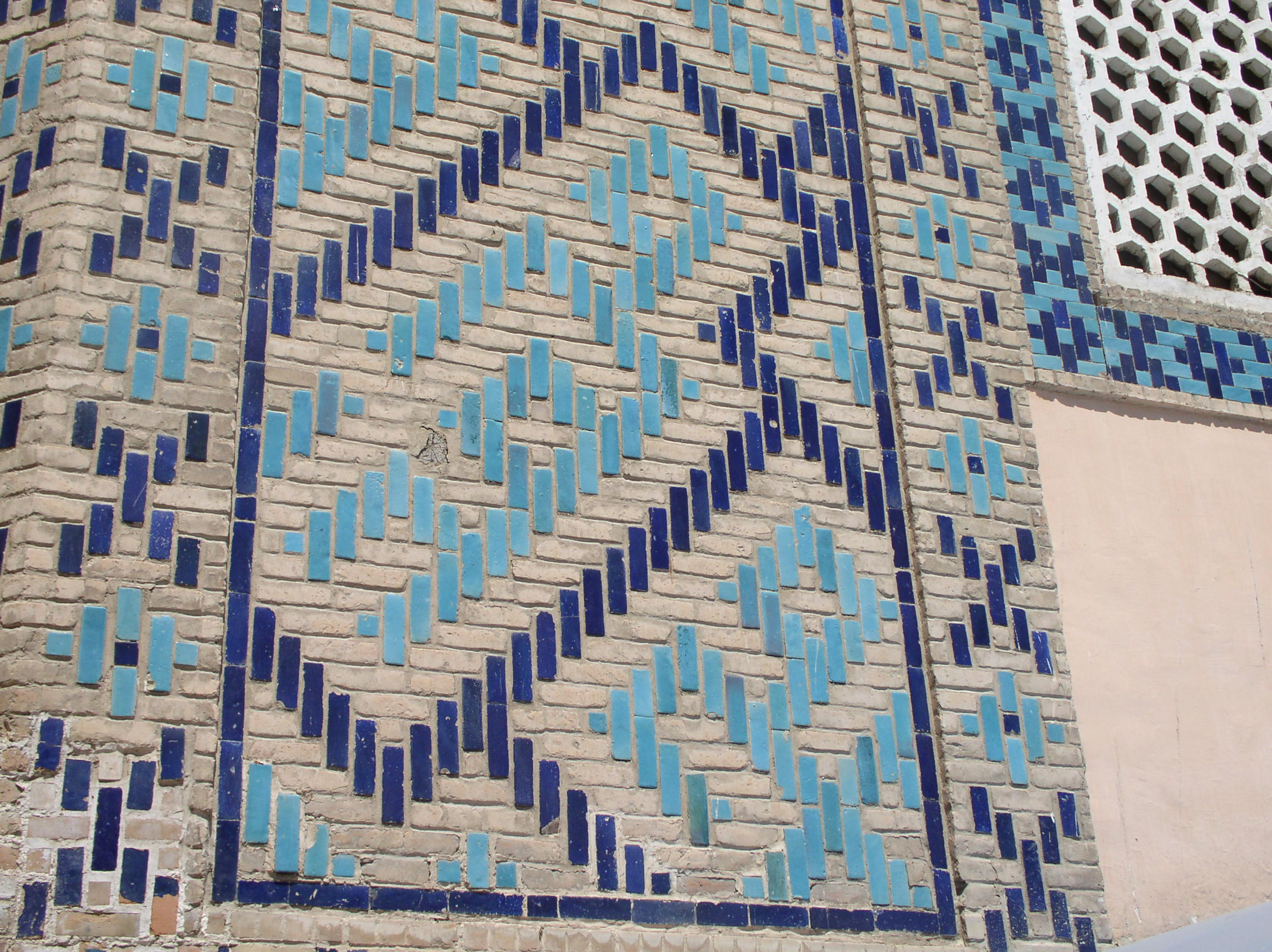
Détails de la décoration extérieure.

Le Gour Emir est un bâtiment octaédrique couronné d'un dôme d'une hauteur de 32 mètres. L'inscription  « Allah est le seul Dieu et Mohammed est son prophète » en lettres de trois mètres entoure sa base. La décoration extérieure des murs est en carreaux de couleur bleue, bleu clair et blanche, organisés géométriquement et épigraphiquement sur un fond de briques en terre cuite. La coupole étirée, d'un diamètre de 15 mètres et d'une hauteur de 12,5 m, est couverte de briques vernissées de couleur bleu vif avec des rosettes de profondeur et des taches blanches. La lourde cannelure nervurée donne une expressivité incroyable à la coupole.
Pendant le règne d'Ulugh Beg, une porte a été ajoutée afin de fournir une entrée prestigieuse  au mausolée.
Intérieurement, le mausolée apparaît comme une grande pièce haute, richement décorée, comportant des niches profondes sur les côtés. La partie inférieure des murs est couverte par des dalles d'onyx d'un seul tenant. Chacune de ces dalles est décorée de peintures raffinées. Au-dessus de ces panneaux court une corniche de mocárabes en marbre. Les murs sont décorés d'enduits peints. Les voûtes et la coupole intérieure sont ornés par des cartouches en papier mâché, peints et dorés.